# Mistrovství Československa v krasobruslení 1970
Mistrovství Československa v krasobruslení 1970 se konalo 16. ledna a 17. ledna 1970 v Prešově.

## Medaile
| Kategorie      | Zlato                            | Zlato      | Stříbro                         | Stříbro     | Bronz                            | Bronz       |
| Muži           | Josef Žídek                      | 7 - 2042,4 | Zdeněk Pazdírek                 | 18 - 1959,7 | František Pechar                 | 21 - 1946,4 |
| Ženy           | Ľudmila Bezáková                 | 7 - 2031,2 | Liana Drahová                   | 21 - 1917,3 | Iva Matysová                     | 24 - 1919,6 |
| Sportovní páry | Dana Fialová Josef Tůma          | 5 - 210,7  | Irena Hankusová Stanislav Žídek | 10 - 191,2  | Kostelková Smažil                | 15 - 174,5  |
| Taneční páry   | Diana Skotnická Martin Skotnický | 5 - 255,7  | Eva Sklenská Jan Gřešek         | 11 - 234,6  | Světlana Marinovová Miloš Buršík | 14 - 228,8  |

- čísla udávají celkové hodnocení, první za přednes a druhá počet bodů